# Пеннард (замок)
Пеннард (англ. Pennard Castle) — средневековый замок, расположенный в Уэльсе, в городе-графстве Суонси, на полуострове Гауэр, основанный в начале XII века.

## История замка
Замок на холме Пеннард-Хилл, между деревнями Пенмайн и Пеннард, берёт своё начало от оборонительного сооружения мотт и бейли, возведённого в начале XII века. Основателем замка считают Генриха де Бомона, графа Уорик, который в рамках нормандской экспансии подчинил себе полуостров Гауэр, и занялся укреплением этих новоприобретённых владений, построив ряд замков, в частности аналогичный по конструкции замок Пенмайн, на противоположном от Пеннарда конце долины. Первоначальный Пеннард представлял собой круглую в плане деревянную конструкцию на земляной насыпи, огороженную рвом. Единственным наследием этого первого замка являются остатки фундамента основной залы, пристроенной в начале XIII века в западном краю крепостного двора. Замок, по всей видимости, не находился в прямом управлении графов, поскольку Роберт Фиц-Стефан, барон и один из первых нормандских завоевателей Ирландии, фигурирует в некоторых источниках как Лорд Пеннард.
В 1203 году Уильям де Браоз, 4-й лорд Брамбер, находившийся в фаворе у короля Иоанна, получает от того во владение лордство Гауэр, и, соответственно, замок Пеннард переходит к Де Браозам. С их именем связано возведение взамен мотт и бейли каменного замка из местного известняка и красноватого песчаника в конце XIII начале XIV веков. В 1321 году замок переходит в собственность семейства Моубрей. Однако к этому времени обнаружилось обстоятельство, которое не могло быть спрогнозировано при первоначальном строительстве — запесочивание местности вокруг замка, вследствие чего Пеннард был оставлен к 1400 году.

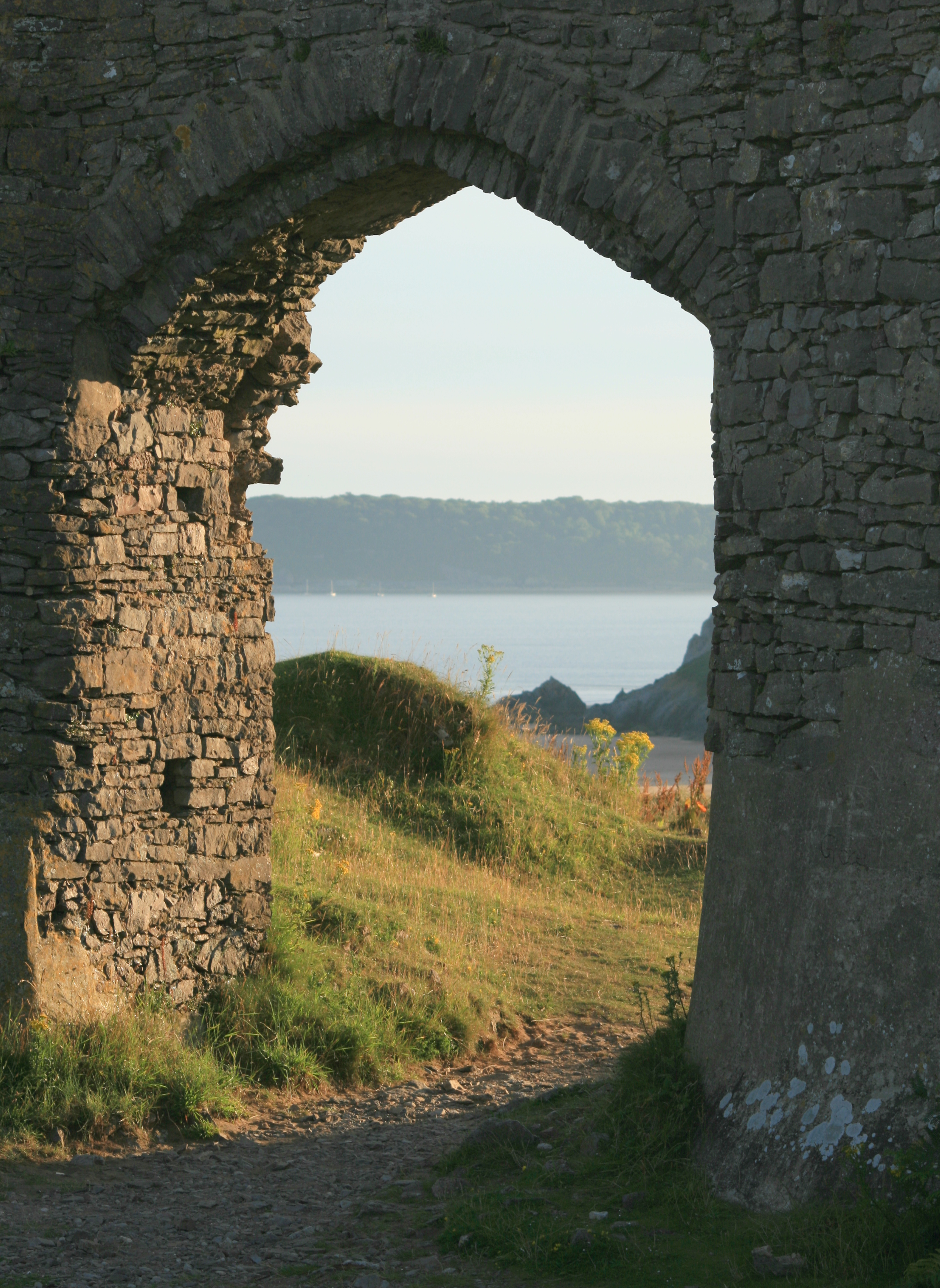
Ворота замка Пеннард.

Каменный замок представлял собой небольшое круглое сооружение, стены которого были построены на насыпи оставшейся от первого замка, за исключением северной, где склон холма достаточно крут. Единственным входом в замок были восточные ворота с двумя полукруглыми башнями. В западном конце северной стены была полукруглая башня с бойницей, направленной на запад, а к востоку от неё видимо располагалась оружейная. Снаружи от западной стены было пристроено квадратное здание с жилыми помещениями, со скошенными окнами с восточной и южной стороны. Рядом с замком возникла небольшая деревня с церковью Святой Марии, заброшенная в 1532 году. В настоящее время замок находится в руинах, относительно неплохо сохранились лишь северная стена, северо-западная башенка, привратные строения и основание жилого здания.